# ルイーズ・アードリック
ルイーズ・アードリック（Louise Erdrich; 1954年6月7日 -）は、アメリカ合衆国の小説家、詩人、児童文学作家。オジブワ族（先住民）、ドイツ系、フランス系の血を引きながら、ネイティヴ・アメリカンの作家として、現代アメリカにおけるオジブワ族コミュニティの物語を三世代以上にわたって多層的・多声的に語った大河小説により、全米図書賞、全米批評家協会賞、世界幻想文学大賞、オー・ヘンリー賞、 ピューリッツァー賞 フィクション部門など多くの賞を受賞した。また、先住民コミュニティの活性化のために書店バーチバーク・ブックスを設立し、家族とともに経営している。

## 背景
ルイーズ・アードリックは1954年6月7日、カレン・ルイーズ・アードリックとしてミネソタ州リトル・フォールズに生まれ、ノースダコタ州ウォーペトンのインディアン居留地に育った。父はドイツ系アメリカ人、母はオジブワ族（原住民を表わす「アニシナーベ」、またはチペワ族とも呼ばれる）とフランス系アメリカ人を両親にもち、二人ともインディアン事務局の寄宿学校の教師であった。母方の祖父パトリック・グルノーは長年にわたってチペワ族のタートル・マウンテン・バンドの部族協議会の議長を務めた。アードリックは7人兄弟姉妹の長女である。

## 先住民の歴史・文化
1972年から1976年までダートマス大学で英語を専攻し、さらにジョンズ・ホプキンズ大学大学院創作科に進み、1979年に修士号を取得した。ダートマス大学でネイティヴ・アメリカン研究プログラムを設立した人類学者のマイケル・ドリスと出会ったことをきっかけに、自らの祖先の歴史・文化について興味をもち、調査・研究を行った。ドリスとは1981年に結婚し、ドリスの実子3人を養子にし、さらにドリスとの間に3子をもうけた。ドリスは小説家でもあり、邦訳書に先住民の子どもを主人公とする『青い湖水に黄色い筏』、『朝の少女』、『森の少年』、『水の国を見た少年』などがある。また、1989年には胎児性アルコール症候群の子どもを描いた『切れた絆 (The Broken Cord)』で全米批評家協会賞を受賞した。アードリックはインタビューで、多くのネイティヴ・アメリカンの文化が完全に破壊され、生き残っている者たちにとって最も深刻な問題は貧困、胎児性アルコール症候群および慢性的な絶望感であるとし、これを原子爆弾投下後の放射線障害に例えている。実際、彼女の作品にもこうした問題に苦しむ人物が多く登場する。

## 共同執筆
やがて、アードリックはドリスと共同で執筆活動を開始した。ネルソン・オルグレン賞（小説部門）を受賞した短篇「世界で最も偉大な漁師」およびデビュー作『コロンブス・マジック』は連名で発表したが、以後の単著においてもつねにドリスに原稿を見せ、登場人物について語り合い、修正しつつ書き上げており、アードリックの作品の特徴とされる多声の語りは、その創作過程においても同様であり、これはまた、先住民の口承伝統につながるものである。

## 多層構造・多声の語り
1984年に発表された小説『ラブ・メディシン』は、アードリックがノースダコタ州の架空の町アーガスを舞台として以後20年にわたって描き続けることになるオジブワ族コミュニティの物語の第一作であり、同年、全米批評家協会賞を受賞した。ラブ・メディシン（愛の妙薬）とは、「狭義には男女間の冷えた愛を復活させる秘薬」のことだが、本作品では虐げられてきた人びとの魂を癒し、「物や人を所有的にではなく愛し、おだやかに分かち合って生きる、新しい知あるいは術」をも意味するとされる。この作品では、チペワ族の混血女性であるジューンの死を巡って、恋敵の二家族キャシュポー家とラマルチヌ家三代にわたる物語が互いに交錯しつつ展開され、ここにさらに先住民神話を土台としてトリックスターや超自然現象、言葉の呪術的力などのモチーフが織り込まれていく。アードリックはネイティヴ・アメリカン・ルネサンス第二波を代表する作家とされるが、N・スコット・ママデイ、レスリー・マーモン・シルコウらの第一波の作家が「伝統的先住民性を強調し、文化的伝統復活と共同体回帰によって現代先住民の文化的アイデンティティの安定とサバイバル」を試みたのに対して、アードリックは、「（先住民虐殺の）破局の跡に残された文化の核心を守り、称えながらも、現代に生き残った者たちの物語を語る」とし、歴史性・政治性を強調したり、先住民性を前面に押し出したりする第一波とは一線を画している。
また、これについて彼女は、両親から先住民系、欧州系の両方の血を引いていることに触れ、「私の出自は文化の混合にあり、私にはこれを出発点として書く以外に方法がない。父方・母方の両方のことを知るにつれ、私はたくさんの民族とともに、さまざまな時代、さまざまな場所に生きてきたとつくづく思う」と説明している。アードリックの作品が土地を奪われ、虐殺され、不毛な土地へと囲い込まれた先住民の現代アメリカ社会に生きる姿を時には悲しみを込めて、時には滑稽に描きながら、同時にまた先住民の伝統にもポストモダニズムにも通じる多層構造、多声の語り、循環的時間、トリックスター（特にオジブワ族のトリックスター「ナナボーゾ」）的人物などを特徴とするのは、彼女のこうした世界観によるものである。

## バーチバーク・ブックス
1991年に息子の一人を交通事故で亡くした後、アードリックとドリスは別居し、離婚手続きを開始した。共同執筆は1990年代にも続けていたが、1997年にドリスが死去した。自殺と見られている。以後、アードリックは娘たちとともにミネソタ州に引っ越し、先住民コミュニティの活性化のために書店バーチバーク・ブックスを設立した。書店だけでなく、知的活動の場であり、集会場や展示場、サロンの役割もそなえたユニークな書店である。バーチバークとは樺の樹皮の意味であり、防水性に優れるため、古くから先住民のカヌーに利用された。

## 正義の三部作
20年にわたって描き続けたオジブワ族大河小説の後、1897年に起こった先住民リンチ事件に基づく『ハトの災い』(2008)、母親を強姦された少女が正義を求める『丸い家』(2010; 全米図書賞)、誤って隣人の息子を撃った償いに愛する息子を捧げるという先住民の伝統に基づく『ラローズ』(2016; 全米批評家協会賞) を発表した。これらは「正義の三部作」と呼ばれる。また、邦訳された『スピリット島の少女』をはじめとする児童文学作品や詩作品も表している。

## 著書

### 小説
- Love Medicine (1984) - 1984年全米批評家協会賞
  - 『ラブ・メディシン』望月佳重子訳, 筑摩書房, 1990

ノースダコタ州アーガス（架空の町）を舞台とする三代以上にわたるオジブワ族コミュニティの物語の第一作（上記参照）。
- The Beet Queen (1986)
  - 『ビート・クイーン』藤本和子訳, 文藝春秋, 1990

1932年、ノースダコタ州アーガスに流れついた14歳と11歳の捨て子の兄妹カールとアデア、従妹のシタ、友人のセレスティンのそれぞれの生き方が40年にわたる砂糖大根産業の象徴を背景に描かれる。
- Tracks (わだち) (1988)
- The Crown of Columbus (マイケル・ドリス共著) (1991)
  - 『コロンブス・マジック』幸田敦子訳, 角川書店, 1992

先住民の血を引き、16歳の息子を女手ひとつで育てるヴィヴィアンはダートマス大学でアメリカ先住民研究の講座を担当する人類学者。コロンブスの新大陸発見500年を記念して論文を依頼された彼女は「征服された先住民」の視点で執筆を進めるが、「英雄コロンブス」を称える詩を発表しようとする詩人の恋人ロジャーと対立。そんなとき、図書館で偶然見つけたコロンブス直筆とみられる手紙と日誌の一部から、二人はコロンブスの正体を追い求めて旅立つ。
- The Bingo Palace (ビンゴ・パレス) (1994)

物語冒頭に登場する主人公リプシャの祖母ルルは、結核でほぼ全滅したシャーマンの一族の生き残りフリョアーの娘で、父親の違う9人の子供をもつ。老後はかつての恋敵とも連帯して部族の伝統と権益を守る政治団体に身を入れている。孫息子リプシャは母ジューンに捨てられマリーおばあさんに育てられた。マリーおばあさんは遺棄された他人の子供たちを引き取っては自分の子供たちと同様に育てた、部族の家母長的女性である。消費社会に毒されたリプシャは、祖先から受け継いだ霊的治癒力などの能力も衰えている。西欧的・人間中心主義的自己探求とは異なる、リプシャの多元的アイデンティティの探求と先住民コミュニティのサバイバルの物語である。
- Tales of Burning Love (1997)
  - 『五人の妻を愛した男』(上下2巻) 小林理子訳, 角川書店, 1997

インディアン居留地に育ったジャックは、経営する建設会社の多額の負債から逃れるために焼死に見せかけて姿をくらます。彼の葬儀に集まった5人の元妻たちは、1台の車に乗り合わせて帰途についたが、吹雪に閉じ込められ、眠ったら死んでしまうと、一人ずつジャックとの「燃えるような愛」の物語を語り始める。他の作品と同様に、多重構造、多声の語りによる作品である。
- The Antelope Wife (アンテロープ・ワイフ) (1998) - 1999年世界幻想文学大賞
- The Last Report on the Miracles at Little No Horse (リトル・ノー・ホースの奇跡に関する最終報告書) (2001)

神話上のいたずら者であり、神からの使者でもあるとされるトリックスターは、「最も神聖なものから最も卑俗なものへと転換する」両義性をその特徴とする。この作品に描かれる「ナナボーゾ」的トリックスターは、カトリック、女性という特性も持ち合わせ、アードリックの言う「文化の混合」を体現する異例の存在である。
- The Master Butchers Singing Club (屠殺屋親方らの歌声同好会) (2003)
- Four Souls (4つの霊魂) (2004)
- The Painted Drum (彩色太鼓) (2005)
- The Plague of Doves (ハトの災い) (2008) - アニスフィールド・ウルフ図書賞

1897年に起こった先住民リンチ事件に基づく作品。アードリックは、「描きたかったのは正義の欠如を受け入れてしまった社会です。裁きは下されず、仕返しだけが何世代も続く。でも時代が下るにつれ、やがて人々は混じり合い、加害者と被害者の両方の血を引く者が出てきます」と語っている。
- Shadow Tag (影の異名) (2010)
- The Round House (丸い家) (2012) - 2012年全米図書賞、2013年アレックス賞
- LaRose (ラローズ) (2016) - 2016年全米批評家協会賞
- Future Home of the Living God (生ける神の将来の家) (2017)
- The Night Watchman（2020） - 2021年ピューリッツァー賞 フィクション部門

### 短編集
- The Red Convertible: Collected and New Stories 1978-2008 (赤いオープンカー) (2009)

### 児童文学
- Grandmother's Pigeon (祖母のハト) (1996)
- The Birchbark House (1999)
  - 『スピリット島の少女 ― オジブウェー族の一家の物語』宮木陽子訳, 福音館書店, 2004 - 2005年（第52回）産経児童出版文化賞、フェニックス賞

1847年、スペリオル湖にあるモーングワネーカニング島（現マデリン島）。「白人との戦い」の後、天然痘によって島の住民が死滅したなか、ただ一人生き残った赤ん坊が、別の部族に引き取られた。本書はこの少女オマーカヤズの目を通して先住民の暮らし、伝統、文化が語られる。
- The Range Eternal (永遠の山脈) (2002)
- The Game of Silence (沈黙ゲーム) (2005) - スコット・オデール賞（児童文学歴史小説部門）
- The Porcupine Year (ヤマアラシの年) (2008)
- Chickadee (チカディー) (2012)
- Makoons (マクーン) (2016)

### 詩集
- Jacklight (漁師のたいまつ) (1984)
- Baptism of Desire (欲望の洗礼) (1989)
- Original Fire: Selected and New Poems (原初の火) (2003)

### その他の短編（邦訳）
- "Fleur"（『エスクァイア』誌1986年8月号掲載）
  - 「フリューア」- 1987年オー・ヘンリー賞 -『80年代アメリカ女性作家短篇選』(干刈あがた・斎藤英治訳, 新潮社, 1989) 所収。
- "Disaster Stamps of Pluto"（2004年『ニューヨーカー』紙掲載）
  - 「災害郵便」オットー・ペンズラー/ジョイス・キャロル・オーツ編『ベスト・アメリカン・ミステリ ― アイデンティティ・クラブ』(横山啓明他訳, 早川書房, 2006) 所収。

## 受賞・栄誉
（上記の各作品に与えられた賞以外）
- 1983年、プッシュカート賞（詩部門）
- 1985年、グッゲンハイム・フェローシップ
- 2000年、米州ネイティヴ・ライター・サークル (NWCA) 賞
- 2007年、ノースダコタ大学から名誉博士号（同大学のスポーツチームが「戦うスー族」という名称とロゴを使い続けたことを理由に拒否）[15]。
- 2009年、ダートマス大学から名誉博士号、全活動に対してケニヨン・レビュー賞
- 2013年、ノースダコタ州からラフライダー賞
- 2014年、デイトン文学平和賞、ペン/ソール・ベロー賞
- 2015年、米国議会図書館賞
- 2023年、フェミナ賞外国小説賞

## 参考資料
- Where I Ought to Be: A Writer's Sense of Place（ニューヨーク・タイムズ紙）
- Louise Erdrich (The Paris Review) (インタビュー)
- Louise Erdrich (babelio, biographie)
- Louise Erdrich (Poetry Foundation)